# Белих
Белих (на арабски: البليخ) е река в северната част на Сирия.
Извира южно от разположения на границата с Турция град Тел Абяд и тече около 100 километра на юг, вливайки се в Ефрат при Ракка. Белих е вторият по големина приток на Ефрат на територията на Сирия и е важен източник на вода за региона.